# جايسون ويلسون (تريثلت)
جايسون ويلسون (بالإنجليزية: Jason Wilson)‏ هو تريثلت باربادوسي، ولد في 31 أكتوبر 1990.

## وصلات خارجية
- جايسون ويلسون على موقع أوليمبيديا (الإنجليزية)
- جايسون ويلسون على موقع اتحاد ألعاب الكومنولث (مؤرشف) (الإنجليزية)